# Абд аль-Вахід I
Абу Мухаммед Абд аль-Вахід I аль-Махлу (*бл. 1164 —1224) — 6-й халіф держави Альмохадів у 1224 році.

## Життєпис
Походив з династії Альмохадів. Син халіфа Абу Якуб Юсуфа. Замолоду виявив хист до військової справи. Брав участь у бойових діях в часи правління батька, згодом брата Абу Юсуф Якуб аль-Мансура. Звитяжив у 1195 році у битві при Аларкосі, де християнські війська зазнали тяжкої поразки. Після цього у 1202 році призначається валі (намісником) Малаги.
У 1206 році призначається валі Сіджільмасе, також йому підкорялося берберське плем'я масмуда. У 1221 році призначається валі Севільї. У 1224 році після наглої смерті свого внучатого небожа Юсуфа аль-Мустансира прибув до столиці — Марракеша.
За підтримки візира Абу Усмана ібн Саїда Хам'ї та деяких шейхів Абд аль-Валіда обирають новим халіфом. Втім поспішність виборів та порушення низки норм з їх проведення викликало невдоволення інших представників династії Альмохадів та шейхів.
Повстання підняв впливовий аристократ, ворог Хам'ї — Абу Зайд ібн Юхан, що підтримав Абдаллаха аль-Аділа, валі Севільї, якому допоміг перетнути Гібралтарську протоку. В цей момент почалися заворушення берберських племен та новий наступ християн на Піренеях.
На бік заколотників перейшло південномарокканське плем'я хінтата. Також халіфа зрадив Юсуф ібн Алі, валі священного міста Тінмал. Останній з численними загонами раптовим ударом захопив Марракеш, знищивши візира та членів його родини.
Халіфа Абд аль-Вахіда I у вересні було схоплено й задушено. Посмертно він отримав прізвисько аль-Махлу, тобто «Позбавлений влади». Новим халіфом став Абдаллах аль-Аділ.